# 안산시·옹진군
안산시·옹진군은 대한민국의 옛 국회의원 선거구이다. 당시 경기도 안산시와 옹진군을 관할했다.

## 역사
대한민국 제13대 국회의원 선거에서 소선거구제가 다시 도입됨에 따라 안양시·광명시·시흥군·옹진군 선거구에서 분리되어 신설되었다.
1995년 3월 1일을 기해 경기도 옹진군이 인천광역시에 편입되었다. 이에 옹진군은 인천 중구, 동구와 함께 중구·동구·옹진군 선거구를 구성하게 되었고 안산시는 갑, 을로 분구되어 안산시 갑, 안산시 을 선거구를 형성하게 되면서 폐지되었다.

## 역대 국회의원
| 선거   | 정당 | 정당       | 의원   |
| ------ | ---- | ---------- | ------ |
| 1988년 |      | 민주정의당 | 장경우 |
| 1992년 |      | 민주자유당 | 장경우 |

## 역대 선거 결과

### 대한민국 제13대 국회의원 선거
|  | 45.94% |

|  | 24.19% |

|  | 22.03% |

|  | 7.81% |

### 대한민국 제14대 국회의원 선거
|  | 37.72% |

|  | 34.56% |

|  | 19.67% |

|  | 4.49% |

|  | 3.53% |